# Michele Castoro
Michele Castoro (Altamura, Apulia; 14 de enero de 1952-San Giovanni Rotondo, Apulia; 5 de mayo de 2018) fue un prelado católico italiano que se desempeñó desde 2009 como arzobispo de Manfredonia-Vieste-San Giovanni Rotondo. Anteriormente, también había desempeñado el cargo de obispo de Oria de 2005 a 2009 y sirvió como sacerdote de 1977 a 2005 en la diócesis de Altamura-Gravina-Acquaviva delle Fonti.